# 대한승마협회
대한승마협회는 승마 경기의 진흥과 보급을 통해 국민체력향상 및 국위선양 도모를 목적으로 1999년 12월 14일 설립된 대한민국 문화체육관광부 소관의 사단법인이다. 사무실은 서울특별시 송파구 오륜동 88 올림픽회관에 있다.

## 주요 사업
- 승마경기대회 개최 및 주관
- 승마선수 양성과 승마 보급